# Księstwo zwienigorodzkie (dzielnica Wielkiego Księstwa Moskiewskiego)
Księstwo zwienigorodzkie (ros. Звенигородское княжество) – księstwo udzielne w ramach Wielkiego Księstwo Moskiewskiego z centrum w Zwienigorodzie (Zwienigorodzie Moskiewskim – ok. 60 km na zachód od Moskwy) istniejące z przerwami od połowy XIV w. zasadniczo do 1492 r. Jednakże także po tej dacie wielcy książęta moskiewscy nadawali Zwienigorod członkom dynastii Rurykowiczów lub carewiczom tatarskim. Ostatecznie zatem księstwo zwienigorodzkie przestało funkcjonować w 2 połowie XVI w., czyli już w czasach Carstwa Rosyjskiego.

## Historia
Pierwszym księciem zwienigorodzkim był syn Iwana Kality Iwan Iwanowicz Piękny, który w 1353 r. sam stał się wielkim księciem moskiewskim. Drugim panem Zwienigorodu został młodszy syn Iwana Pięknego Iwan Iwanowicz Młody (1359–1364). Po jego śmierci tytuł księcia zwienigorodzkiego powrócił do władcy Moskwy, Dymitra Dońskiego, który ponownie włączył księstwo do Wielkiego Księstwa Moskiewskiego (1364).
Na mocy testamentu Dymitra Dońskiego (1389) Zwienigorod otrzymał jego młodszy syn, Jerzy Dymitrowicz. Kiedy Jerzy także objął tron moskiewski, księciem zwienigorodzkim uczynił swojego najstarszego syna, Wasyla Kosookiego, który także sięgnął po stolec wielkoksiążęcy, lecz wkrótce go utracił, uciekając z Moskwy przed połączonymi siłami Wasyla II Ślepego i Dymitra Szemiaki. W efekcie Wasyl II Ślepy inkorporował księstwo zwinigorodzkie do Moskwy. W latach 1453–1456 księstwem zwienigorodzkim władał książę sierpuchowsko-borowski, wnuk Włodzimierza Chrobrego, Wasyl Jarosławowicz, który w zamian za Dmitrow otrzymał Zwienigorod. Jednak Wasyl II Ślepy, zaniepokojony wzrostem znaczenia swojego dawnego sojusznika, księcia sierpuchowskiego, zesłał go na dożywotnie wygnanie do Uglicza (1456), a do Moskwy włączył jego posiadłości, w tym i księstwo zwienigorodzkie.
Kolejny książę zwienigorodzki pojawił się na mocy testamentu Wasyla II Ślepego. Został nim jego młodszy syn, Andrzej Starszy Goriaj, brat Iwana III Srogiego. Panujący w Zwienigorodzie w latach 1462–1492 Andrzej Starszy Goriaj uchodzi za ostatniego księcia zwienigorodzkiego, jednak także po jego uwięzieniu (1492) i śmierci (1493) Zwienigorod był nadawany przez władców moskiewskich członkom dynastii Rurykowiczów lub carewiczom tatarskim. O przyjęciu wspomnianej cezury zapewne zadecydował fakt, iż po panowaniu Andrzeja Starszego Zwienigorad albo wchodził w skład większego księstwa udzielnego (w przypadku Rurykowiczów), albo zakres władania ziemią zwienigorodzką był bardziej ograniczony (w przypadków tatarskich władców na służbie moskiewskiej).
W 1503 r. Iwan III Srogi podzielił Wielkie Księstwo Moskiewskie pomiędzy synów. Księstwo dmitrowskie wraz ze Zwienigorodem otrzymał Jerzy, który władał swoim nadziałem do 1533, kiedy to z rozkazu Heleny Glińskiej, regentki przy małoletnim Iwanie IV, został uwięziony, a jego dzielnicę zlikwidowano.
Ostatnim władcą udzielnym z dynastii Rurykowiczów w Zwienigorodzie był Włodzimierz, książę na Staricy, wnuk Iwana III Srogiego. Otrzymał on m.in. Zwienigorod w zamian za Staricę i inne posiadłości włączone przez Iwana IV Groźnego do opriczniny. Po śmierci Włodzimierza jako władcy Zwienigorodu pojawiają się jedynie chanowie tatarscy (carewicze) na służbie moskiewskiej.

## Władcy Zwienigorodu
- 1341-1354 Iwan Piękny
- 1359-1364 Iwan Młody (Mały)
- 1364 Dymitr Doński
- 1389-1433 Jerzy Dymitrowicz Zwienigorodzki
- 1434 Wasyl Kosooki
- 1446—1452 Kasim, syn Uług Mehmeda, pierwszy chan kasimowski
- 1453-1456 Wasyl Jarosławicz
- 1462-1492 Andrzej Starszy Goriaj
- 1492—1497 Abdullatif, potem chan kazański
- 1503-1533 Jerzy Iwanowicz (książę dmitrowski)
- 1552—1554 Darwisz-Ghali, wcześniej chan astrachański
- 1554—1565 Symeon Kasajewicz, wcześniej ostatni chan kazański (jako Edygler Machmet)
- 1566-1569 Włodzimierz Staricki
- 1569—1575 Michaił Kajbulin (Murtaza-Ghali), wnuk chana astrachańskiego Ak-Kubeka, brat chana kasimowskiego Mustafy-Ghaliego